# اقتصاد تایوان
اقتصاد تایوان پنجمین اقتصاد بزرگ آسیا و جزو اقتصادهای پیشرفته می‌باشد. اقتصاد این کشور طبق گفتهٔ صندوق بین‌المللی پول، رتبه نوزده را در جهان در برابری قدرت خرید و هجدهمین کشور در میزان تولید ناخالص داخلی را داراست.
این کشور صاحب شرکت‌های قدرتمندی در صنعت الکترونیک و رایانه است که از آن جمله می‌توان به تی‌اس‌ام‌سی، فاکس‌کان، مدیاتک، ایسر، ام‌اس‌آی و ایسوس اشاره کرد.